# Jacob Dircksz de Graeff
Jacob Dircksz de Graeff (Emden, 1569 o 1571 – Amsterdam, 6 ottobre 1638) è stato un politico olandese.
Figura chiave nella politica della Repubblica delle Province Unite, nel periodo che va sotto il nome di Secolo d'oro olandese olandese. Nel 1610, De Graeff divenne libero signore dell'Alta Signoria di Zuid-Polsbroek tramite acquisto. 

## Matrimonio ed eredi
Apparteneva alla famiglia de Graeff. Jacob Dircksz sposò nel 1597 Aaltje Boelens Loen, dalla quale ebbe sei figli che raggiunsero l'età adulta:

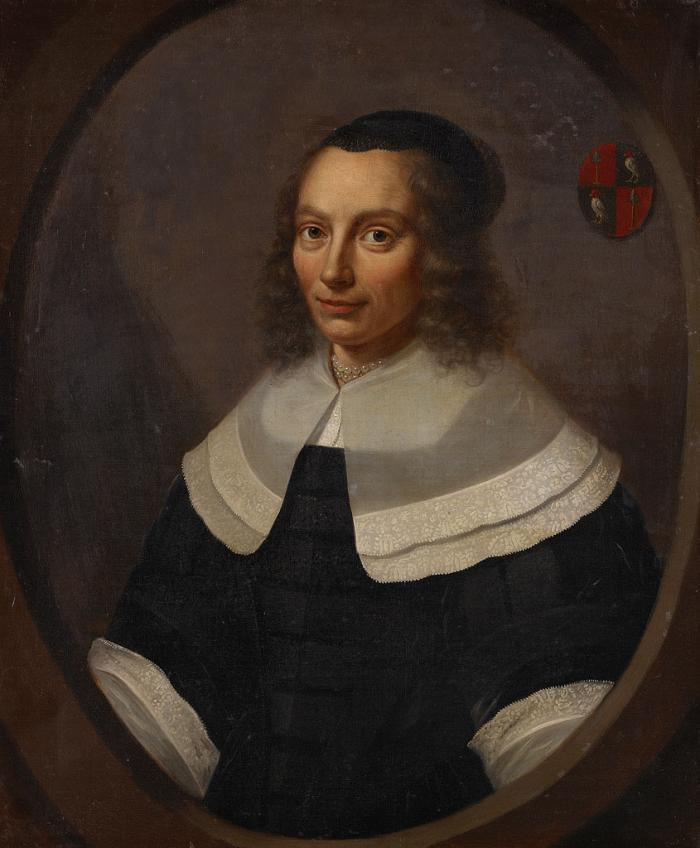
Agneta de Graeff van Polsbroek, figlia di Jacob Dircksz de Graeff

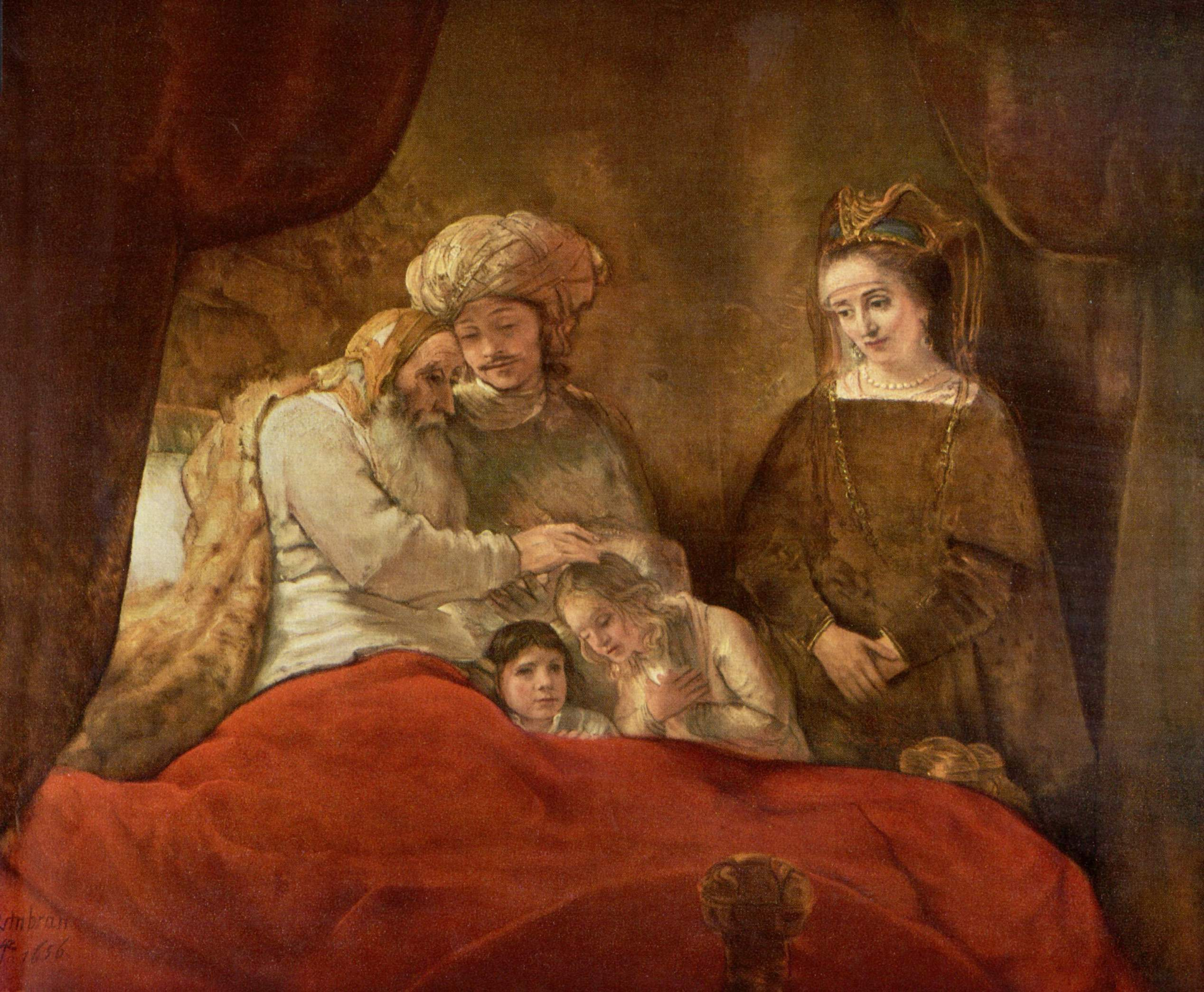
Jacob blessing the Sons of Joseph (Petrus Scriverius e il sposò Wendela de Graeff e due figli) (1656), Ritratto eseguito da Rembrandt van Rijn

- Cornelis de Graeff (1599 - 1664), Signore libre di Zuid-Polsbroek, Signore di Sloten, Amstelveen e Nieuwer-Amstel, reggente di Amsterdam, sposò Catharina Hooft
- Dirk de Graeff (1603 - 1633), senatore di Amsterdam, sposò Eva Bicker
- Agneta (Agniet) de Graeff van Polsbroek (1603 -?), sposò Johan Bicker - la cui figlia Wendela Bicker sposò Johan de Witt
- Wendela de Graeff, sposò Pieter van Papenbroek e Willem Schrijver (Scriverius)
- Christina de Graeff (1609 - 1679), sposò Jacob Bicker e Pieter Trip
- Andries de Graeff (1611 - 1678), liberi cavalieri imperiali, Signore di Urk e Emmeloord, reggente di Amsterdam, sposò Elisabeth Bicker van Swieten